# Resolutie 114 Veiligheidsraad Verenigde Naties
Resolutie 114 van de Veiligheidsraad van de Verenigde Naties werd begin juni 1956 met unanimiteit aangenomen door de elf leden van de VN-Veiligheidsraad, die vroeg om de getroffen maatregelen om de spanningen aan de bestandslijnen tussen Israël, Egypte en Syrië te doen afnemen ten uitvoer te brengen.

## Achtergrond
Na recente schendingen van de wapenstilstandsakkoorden van Israël met Egypte en Syrië nam de VN-Veiligheidsraad een resolutie aan, die maatregelen oplegde om de spanningen te doen afnemen en secretaris-generaal Dag Hammarskjöld vroeg bijkomende maatregelen overeen te komen.

## Inhoud
De Veiligheidsraad herinnerde aan de resoluties 113 en 73, en had het rapport van de Secretaris-Generaal over diens missie ontvangen.
De passages werden opgemerkt waarin alle partijen secretaris-generaal Hammarskjöld verzekerden het staakt-het-vuren te zullen naleven. Ook werd opgemerkt dat er vooruitgang was geboekt in de uitvoering van de maatregelen in paragraaf °3 van resolutie 113. De Veiligheidsraad merkte desondanks op dat de algemene wapenstilstandsakkoorden en de resoluties 107, 108 en 111 nog niet uitgevoerd waren en de maatregelen in paragraaf °3 van resolutie 113 slechts ten dele. De Veiligheidsraad geloofde dat verdere vooruitgang moest worden geboekt in de uitvoering van de wapenstilstandsakkoorden. De secretaris-generaal en de partijen kregen lof om de reeds geboekte vooruitgang.
Er werd verklaard dat de partijen de overeengekomen maatregelen snel moesten uitvoeren en moesten samenwerken met de Secretaris-Generaal en de stafchef van de VN-Bestandtoezichtsorganisatie in Palestina om ook verdere voorstellen ten uitvoer te brengen. Ook werd verklaard dat de volledige bewegingsvrijheid van de VN-waarnemers moest worden gerespecteerd.
De Veiligheidsraad stond achter het inzicht dat volledige naleving van de wapenstilstandsakkoorden een noodzakelijke stap was om naar een oplossing van het conflict. De stafchef werd gevraagd het staakt-het-vuren verder waar te nemen en schendingen ervan te rapporteren. De partijen werden opgeroepen deze resolutie uit te voeren. De Secretaris-Generaal werd gevraagd verder te bemiddelen om tot de volledige uitvoer van resolutie 113 en de wapenstilstandsakkoorden te komen.
Lijst ·  111 ·  112 ·  113 ·  114 ·  115 ·  116 ·  117 ·  118 ·  119 ·  120 ·  121